# Trageburg
Die Trageburg – früher Draburg und Drageburg oder Dasenburg genannt – im Harz ist eine Burgruine an der Rappbodevorsperre nahe Trautenstein im Landkreis Harz in Sachsen-Anhalt (Deutschland).

## Geografische Lage
Die Ruine befindet sich im Unterharz im Naturpark Harz/Sachsen-Anhalt. Sie liegt etwa 2 km nördlich von Trautenstein, einem Ortsteil von Oberharz am Brocken, am Nordufer der unter anderem von der Rappbode gespeisten und 1961 fertiggestellten Rappbodevorsperre auf etwa 460 m ü. HN. Die Rappbode passierte die einstige Burg tief unten – östlich der Einmündung des Allerbachs.

## Geschichte und Beschreibung
Geschichtlich ist kaum etwas über die Trageburg bekannt. In einer Urkunde von 1654 wird sie Draburg genannt. Sie diente, ähnlich wie die nicht weit entfernte Susenburg, zum Schutz eines alten Fernhandelswegs, der von Süd nach Nord über den Harz führte. Zum Straßensystem gehörte auch die Trogfurter Brücke.
Von der Trageburg sind noch der Burgkegel, spärliche Mauerreste, Gräben und Wälle vorhanden. Die Burgstelle ist als Bodendenkmal im Denkmalverzeichnis eingetragen.

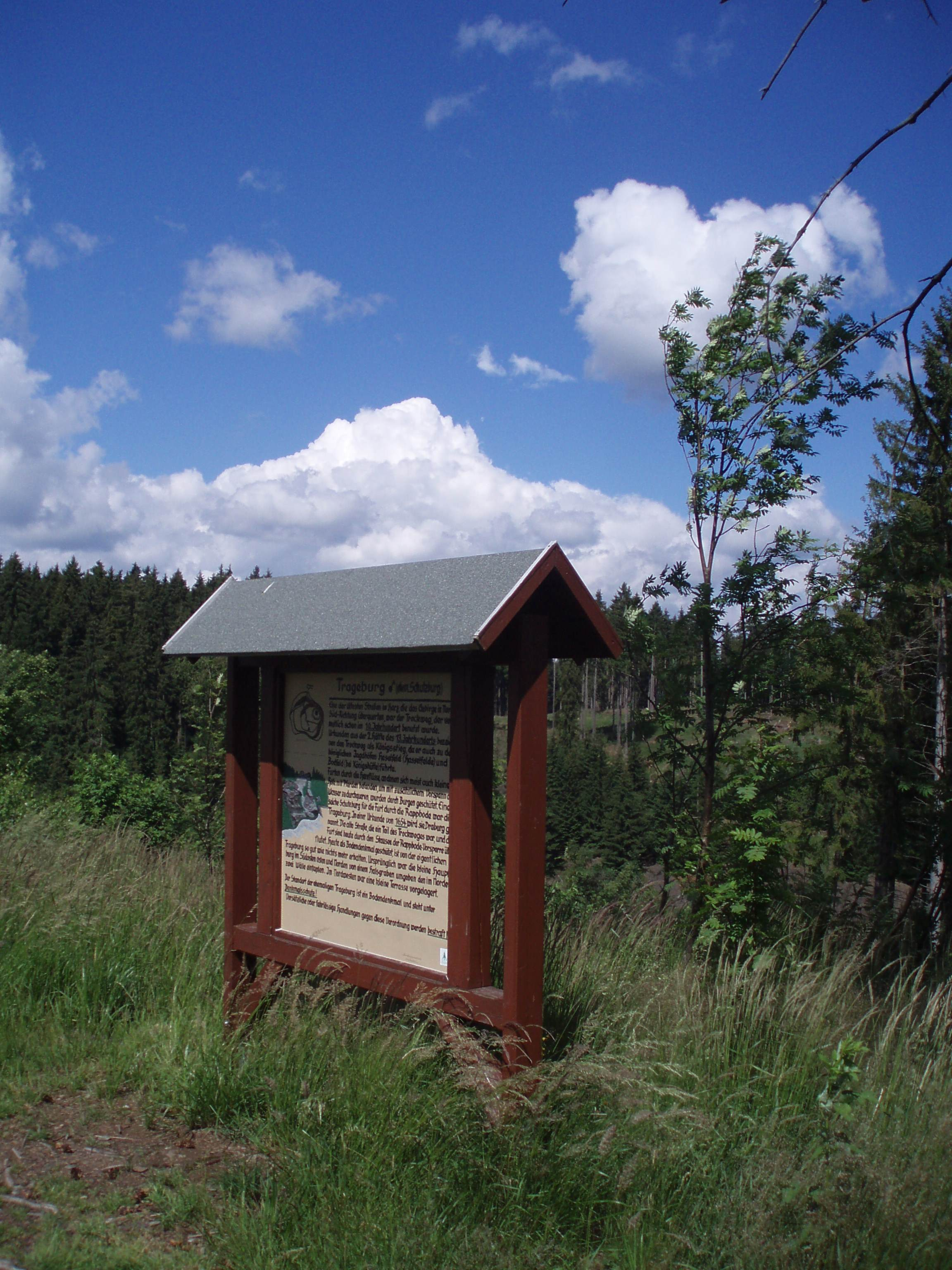
Infotafel an der Trageburg

## Wandern
Die Trageburg ist als Nr. 52 in das System der Stempelstellen der Harzer Wandernadel einbezogen.